# Каратепе
Каратепе (тур. «Чорний пагорб»; хетт. Azatiwataya) — пізня хетська фортеця та музей під відкритим небом у провінції Османіє на півдні Туреччини, що лежить на відстані приблизно 23 км від районного центру Кадирлі . Він розташований у Таврських горах, на правому березі річки Джейхан . Ділянка входить до національного парку Каратепе-Асланташ .

## Історія
Це було стародавнє місто Кілікії, яке контролювало прохід зі східної Анатолії на північну Сирійську рівнину. Воно стало важливим новохетським центром після розпаду Хетського царства наприкінці 12 століття до н. е. Знайдені тут реліквії включають величезні історичні таблички, статуї та руїни, навіть дві монументальні брами з рельєфами на підвіконнях, що зображують полювання та війну, і човен з веслами; стовпи левів і сфінксів обрамляють ворота.

## Каратепський напис

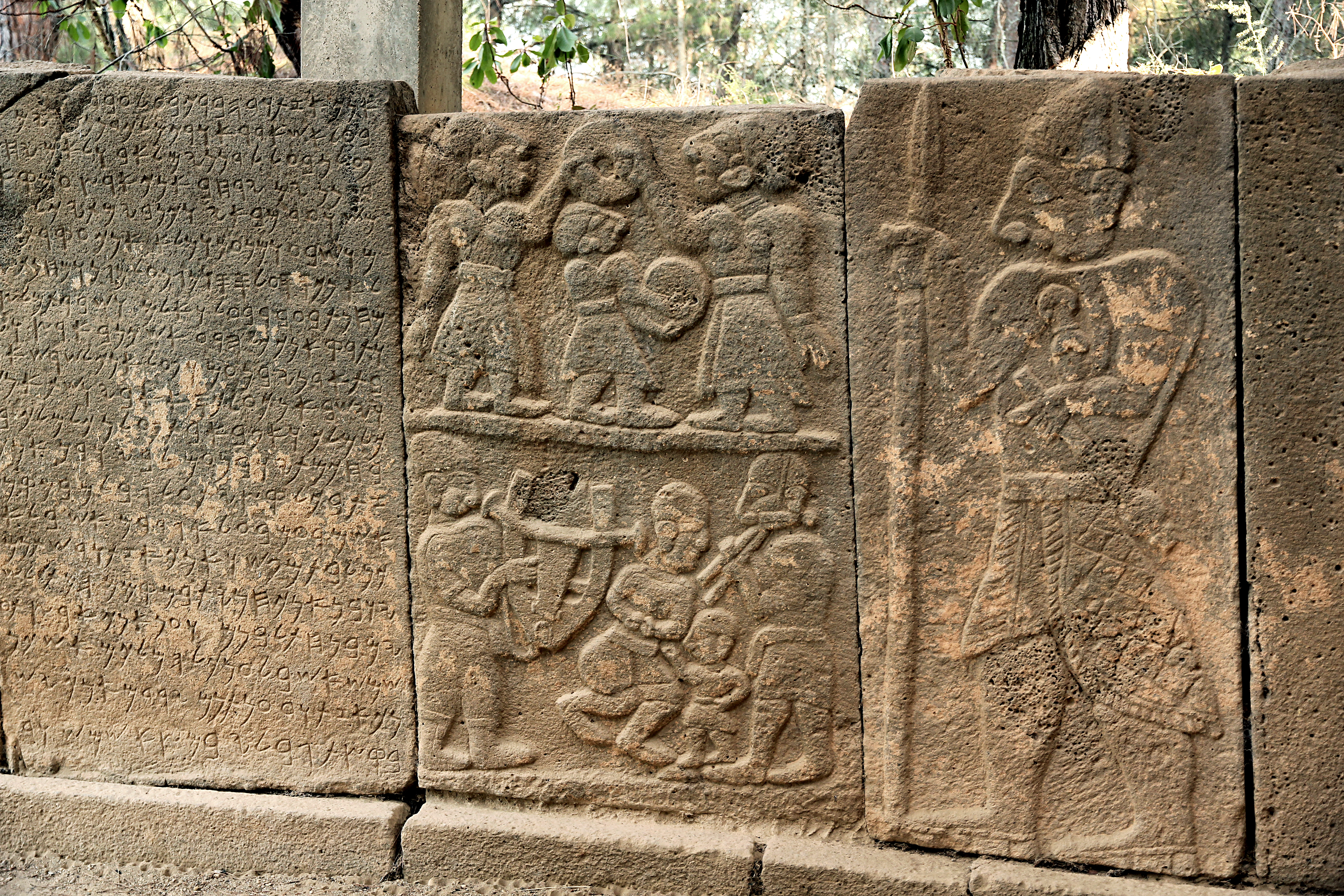
KaratepeNVl6-8

Двомовний напис восьмого століття до нашої ери, фінікійською та ієрогліфічною лувійською мовами, відображає діяльність царів Адани з "дому Мопсоса ", поданих ієрогліфічним лувійським як mu-ka-sa- (часто передається як «Моксос»). а фінікійською як Mopsos у формі mpš . Він був складений фінікійською мовою, а потім перекладений ієрогліфічною лувійською мовою. Цей напис послужив археологам як Розетський камінь для розшифровки цих гліфів.
Як ми дізнаємося з напису, його автором є Азатівада (або Азативата), правитель міста. Він також був його засновником; напис на згадку про заснування міста. Він визнав себе підлеглим Аваріку, царю Аданави (Адани), стародавнього царства Куве . Здається, Азатіватая була одним із прикордонних міст Аданави.
Інший напис того ж типу, чинекьойський напис, був виявлений зовсім недавно. Там також згадується цар Аваріку, який, можливо, був тим самим правителем або належав до тієї ж династії.

## Археологія
Це місце було досліджено під час археологічних досліджень Східного інституту Чикаго в долині Амука у 1936 році. Каратепе було розкопано з 1947 по 1957 рік командою під керівництвом Гельмута Теодора Боссера (1889—1961), виявивши руїни міста-муру царя Азатіваташа. Реставраційні роботи тривали багато років, що включало деякі подальші зондування. Наприкінці 1990-х років археологічні роботи, які очолював Халет Чамбель (1916—2014), проводилися на території палацу на цьому місці.
Оцінки для датування правління Азатіваташа коливаються від початку 8 століття до нашої ери до початку 7 століття до нашої ери.
Сьогодні артефакти виставлені в Музеї під відкритим небом Каратепе-Асланташ, який є частиною національного парку Каратепе-Асланташ .

## Тезка
Під час дослідження Марса в 2004 році «Каратепе» було названо ділянку, призначену для входу в кратер Ендюранс для дослідження шарів скельного шару.

## Подальше читання
- Халет Камбель, Корпус ієрогліфічних лувійських написів, том. 2: Karatepe-Aslantas (Undersuchungen Zur Indogermanischen Sprachund Kulturwissenschaft, Vol 6), Walter de Gruyter, 1998 3-11-014870-6
- Мірко Новак і Андреас Фукс (2021). «Азатівада, Аваріку з дому Мопсоса та Ассирія. Про датування Каратепе в Кілікії». В Аннік Пейн; Sárka Velhartická; Йорріт Вінтьєс (ред.). Поза всіма межами. Анатолія в І тисячолітті до нашої ери Orbis Biblicus et Orientalis. том. 295. Левен: Видавництво Петерс. С. 397—466. doi: 10.48350/170532.
- Cyrus H. Gordon, Phoenician Inscriptions from Karatepe, The Jewish Quarterly Review, New Series, vol. 39, вип. 1, стор. 41–50, 1948
- Юліан. Оберманн, Нові відкриття в Каратепе. Повний текст фінікійського королівського напису з Кілікії, Праці Академії мистецтв і наук Коннектикуту, Академія мистецтв і наук Коннектикуту, том. 38, 1948
- Бенно Ландсбергер, Sam'al, Studien zur Entdeckung der Ruinenstaette Karatepe, Druckerei der Türkischen Historischen Gesellschaft, 1948